# رافورت
رافورت (به انگلیسی: Rufforth) یک روستا در بریتانیا است که در منطقه مسکونی رافورت با ناپتون واقع شده‌است. رافورت ۵۶۰ نفر جمعیت دارد.